# Grammitis quaerenda
Grammitis quaerenda là một loài dương xỉ trong họ Polypodiaceae. Loài này được Bolle mô tả khoa học đầu tiên năm 1863.
Danh pháp khoa học của loài này chưa được làm sáng tỏ. 